# Gollanabeedu, Heggadadevankote
Gollanabeedu là một làng thuộc tehsil Heggadadevankote, huyện Mysore, bang Karnataka, Ấn Độ.